# Petro Dorosjenko
Petro Dorofijovitj Dorosjenko (ukrainska: Петро Дорофійович Дорошенко), född 1627, död 1698, var en zaporozjjekosackisk hetman på Dneprs västbank mellan 1665 och 1672.